# Cipicung (Karangtengah)
Cipicung is een bestuurslaag in het regentschap Garut van de provincie West-Java, Indonesië. Cipicung telt 5869 inwoners (volkstelling 2010).